# Walter Harzer
Walter Harzer (29 de septiembre de 1912 - 29 de mayo de 1982) fue un comandante alemán de las SS de la era Nazi. Comandó la División SS Hohenstaufen y la División SS Polizei. 
Después de la guerra, Harzer estuvo activo en la HIAG, un lobby fundado por miembros sénior de las Waffen-SS en 1951 en Alemania Occidental. Actuó como historiador oficial de la organización, coordinando la redacción y publicación de historias de unidades revisionistas, que aparecieron en alemán vía la imprenta Munin Verlag.

## Segunda Guerra Mundial
Nacido en 1912, Harzer se unió a las SS en 1931. En marzo de 1934 Harzer se unió al SS-Verfügungstruppe y fue asignado al Sicherheitsdienst y después a la División SS Das Reich. Participó en la invasión de Polonia. Desde mediados de 1942 hasta abril de 1943 Walter Harzer sirvió como oficial de estado mayor primero en el LVII Cuerpo Panzer y después con la División SS Frundsberg.
En abril de 1943, Harzer fue asignado a la División SS Hohenstaufen. A la Hohenstaufen se le ordenó el reacondicionamiento en los Países Bajos, Harzer se convirtió en su quinto comandante, tomando el relevo a Friedrich-Wilhelm Bock. El domingo 17 de septiembre de 1944, los Aliados lanzaron la Operación Market Garden y la división de Harzer se vio comprometida en la batalla de Arnhem. Harzer recibió la Cruz de Caballero de la Cruz de Hierro por sus acciones en estas batallas.
En octubre de 1944 Harzer se convirtió en Jefe de Estado Mayor del V Cuerpo SS de Montaña antes de recibir el mando de la 4.ª División SS Polizei a finales de noviembre de 1944. Junto con el resto de esta división Harzer se rindió al Ejército de EE. UU. el 8 de mayo de 1945.

## Actividades de postguerra
Después de la guerra Harzer trabajó como historiador oficial para la HIAG, una organización de antiguos miembros de las Waffen-SS. Ayudó a coordinar numerosas historias y memorias de unidades tendenciosas de antiguos oficiales de las Waffen-SS. Harzer murió en 1982.

## Condecoraciones
- Cruz de Caballero de la Cruz de Hierro el 21 de septiembre de 1944 como SS-Obersturmbannführer y Ia (oficial de operaciones) de la 9. SS-Panzer-Division "Hohenstaufen"[4]